# Anthony Oyono
Anthony Henri Zué Oyono Omva Torque (ur. 12 kwietnia 2001 w Lille) – gaboński piłkarz grający na pozycji prawego obrońcy. Od 2022 jest zawodnikiem klubu Frosinone Calcio.

## Kariera klubowa
Swoją piłkarską karierę Oyono rozpoczął w klubie US Boulogne. W latach 2018–2020 grał w rezerwach tego klubu w piątej lidze francuskiej. W 2020 roku stał się członkiem pierwszego zespołu. 21 sierpnia 2020 zadebiutował w jego barwach w trzeciej lidze francuskiej w wygranym 1:0 wyjazdowym meczu z US Quevilly. W Boulogne grał do końca 2021 roku.
W styczniu 2022 Oyono przeszedł do włoskiego Frosinone Calcio grającego w Serie B.
| Sezon   | Klub          | Kraj    | Rozgrywki            | Mecze | Gole |
| ------- | ------------- | ------- | -------------------- | ----- | ---- |
| 2018/19 | US Boulogne B | Francja | CFA 2                | 3     | 0    |
| 2019/20 | US Boulogne B | Francja | CFA 2                | 11    | 0    |
| 2020/21 | US Boulogne   | Francja | Championnat National | 23    | 0    |
| 2021/22 | US Boulogne   | Francja | Championnat National | 8     | 0    |

## Kariera reprezentacyjna
W reprezentacji Gabonu Oyono zadebiutował 29 marca 2021 w przegranym 0:2 meczu kwalifikacji do Pucharu Narodów Afryki 2021 z Angolą, rozegranym w Luandzie. W 2022 roku został powołany do kadry na Puchar Narodów Afryki 2021. Na tym turnieju rozegrał trzy mecze: grupowe z Ghaną (1:1) i z Marokiem (2:2) oraz w 1/8 finału z Burkiną Faso (1:1, k. 6:7).